# Minstrel in the Gallery
Minstrel in the Gallery (1975) je album od britské skupiny Jethro Tull. Je devátým albem skupiny, které bylo vydáno v srpnu 1975.
Verše Iana Andersona a obsah ukazují, jak už je u J.Tull zvykem, nezvykle introspektivní a cynickou atmosféru. Na to měl vliv Andersonův čerstvý rozvod s první ženou Jennie Franks a deprese z turné, doplněné frustrací ze psaní a nahrávání v Monte Carlu. Většina písní představuje Andersonovu akustickou stránku, odrážejíc jeho přání nahrát co nejvíce sám, protože skupina se ukázala být hudebně rozložená, vykolejená a neschopná zahrát podle Andersonových představ. Motivem alba je úloha potulného zpěváka na galerii ve velké hale zámku nebo velkém šlechtickém domě.
Pět ze sedmi písní charakterizuje jejich intro, sestávající buď z řeči nebo odpočítávání (výjimkou jsou "Black Satin Dancer" a "Grace").
Toto album bylo remasterováno v listopadu 2002 s pěti bonusy, z nichž dva byly živě provedené skladby "Minstrel In The Gallery" a "Cold Wind to Valhalla".

## Seznam skladeb
1. Minstrel in the Gallery – 8:13
2. Cold Wind to Valhalla – 4:19
3. Black Satin Dancer – 6:52
4. Requiem – 3:45
5. One White Duck / 010 = Nothing At All – 4:37
6. Baker St. Muse – 16:39
7. Grace – 0:37
8. Summerday Sands (bonus) – 3:44
9. March the Mad Scientist (bonus) – 1:48
10. Pan Dance (bonus) – 3:25
11. Minstrel in the Gallery (bonus) – 2:11
12. Cold Wind to Valhalla (bonus) – 1:32

## Obsazení
- Ian Anderson - flétna, akustická kytara, zpěv
- Barriemore Barlow - bicí, percussion
- Martin Barre - elektrická kytara
- John Evan - klávesy
- Jeffrey Hammond - baskytara

## Žebříčky
- Umístění na 7. místě hitparády časopisu Billboard